# رأس لفان
راس لفان (به عربی: رأس لفان) یک منطقهٔ مسکونی در قطر است که در الخور والدخیره واقع شده‌است.